# Патрісія Корнвелл
Патрісія Корнвелл (англ. Patricia Cornwell) — американська письменниця детективного жанру, журналістка-розслідувач, колекціонер мистецтва. Відома серією бестселерів за участю судово-медичного експерта Кей Скарпетти (Kay Scarpetta), перший з яких був натхненний серією сенсаційних вбивств у Ричмонді, штат Вірджинія, де відбувається більшість її творів. Сюжети примітні своїм акцентом на криміналістику, яка вплинула на пізніші телевізійні трактування роботи поліції. Корнвелл також ініціювала нове дослідження вбивств Джека-Різника, звинувачуючи популярного британського художника Волтера Сікерта. Її книги розійшлися світом накладом понад 100 мільйонів примірників.

## Біографія
Є нащадком аболіціоністки та письменниці Гаррієт Бічер-Стоу. Корнвелл народилася 9 червня 1956 року в Маямі, штат Флорида, другою з трьох дітей Мерилін і Сема Денієлсів. Її батько був одним із провідних апеляційних адвокатів у США і працював секретарем судді Верховного суду. Пізніше Корнуелл відзначила ту емоційну травму, яку, як вона каже, зазнала від свого батька, який помер на Різдво 1961 року. Вона сказала: "Він був на смертному одрі. Ми знали, що це був останній раз, коли ми бачилися; він схопив мого брата за руку і вимовив устами: «Я люблю тебе», але він ніколи не торкався мене. Усе, що він зробив, це написав у блокноті: «Як робота?».
У 1961 році мати з трьома дітьми переїхала до Монтріта, штат Північна Кароліна. Рут Белл Грем, дружина євангеліста Біллі Грема, прийняла сім'ю та влаштувала, щоб Патрісію та її братів, Джима та Джона, виховували Ленор та Манфред Сондерси, які нещодавно повернулися з Африки. Мати Патрісії, яка страждала від тяжкої депресії, потрапила в лікарню. Патрісія Корнвелл звернулася до Рут Белл Грем як до авторитетної фігури, і саме та помітила, що талант Корнвелл полягає в письменництві й заохочувала її літературні зусилля. Талановита студентка, здібна художниця-мультиплікаторка і талановита спортсменка у тенісі Корнвелл недовго навчалася в Королівському коледжі в Бристолі, штат Теннессі, перш ніж перевестися в коледж Девідсона за тенісною стипендією (від якої згодом відмовилася), який закінчила в 1979 році з дипломом бакалавра англійської мови.
У 1979 році Корнвелл почала працювати репортеркою для газети The Charlotte Observer, спочатку редагуючи телепрограми, потім перейшовши до сюжетів і, нарешті, стала репортеркою, яка висвітлювала злочини. У 1980 році вона отримала нагороду Асоціації преси Північної Кароліни за журналістські розслідування проституції. Вона продовжувала працювати в газеті до 1981 року, коли переїхала до Ричмонда, штат Вірджинія, зі своїм першим чоловіком Чарльзом Корнвеллом, з яким одружилася в 1980 році. Того ж року вона почала працювати над біографією Рут Белл Грем «Час згадати: історія Рут Белл Грем» (перейменована на «Портрет Рут: історія Рут Белл Грем» у наступних виданнях), яка була опублікована в 1983 році. Отримала за цю книгу нагороду «Золотий медальйон» від Асоціації видавців євангельських християн у 1985 році. Однак це також стало серйозним ударом для її дружби з Грем — вони не спілкувалися протягом 8 років після публікації книги.
Корнвелл почала працювати над своїм першим романом у 1984 році про детектива на ім'я Джо Констебл і познайомилася з доктором Марселлою Фарінеллі Фієрро, судово-медичним експертом у Ричмонді, і згодом стала джерелом натхнення для персонажа Кей Скарпетти. У 1985 році вона влаштувалася на роботу в Офіс головного медичного експерта Вірджинії. Вона працювала там 6 років, спочатку писарем, а потім комп'ютерним аналітиком. Вона також зголосилася працювати з відділом поліції Ричмонда. Корнвелл написала три романи, які, за її словами, були відхилені до публікації в 1990 році. Перша частина її серії про Скарпетту, роман «Postmortem», заснований на реальних удушеннях у Ричмонді влітку 1987 року, зрештою був опублікований і отримав різні літературні премії.

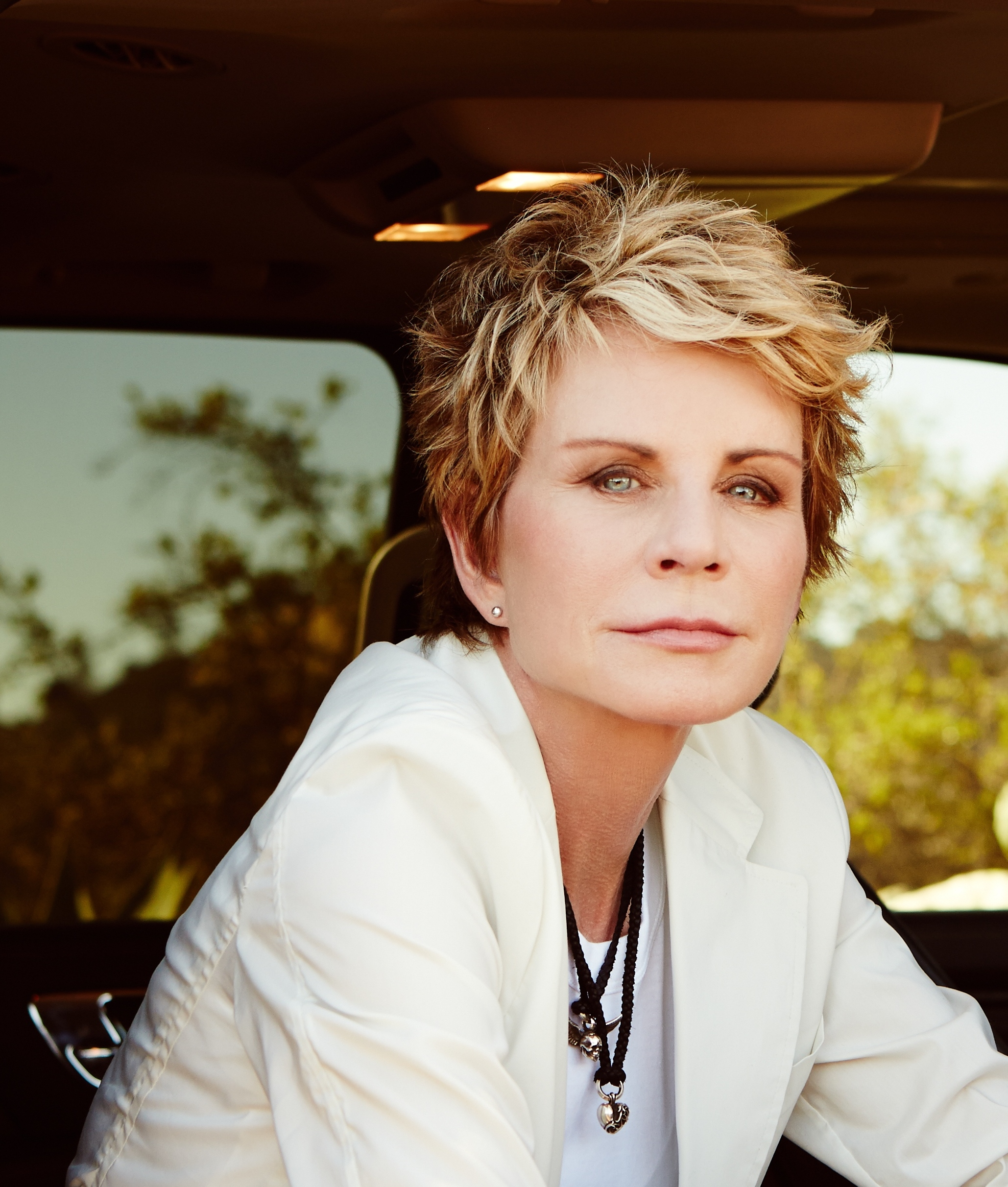
Патрісія Корнвелл у 2016 році

### Серія Кей Скарпетти
Романи цієї серії містять багато криміналістичних деталей. Початкову розгадку таємниці знаходять у судово-медичному дослідженні трупа жертви вбивства, хоча Скарпетта проводить значно більше польових розслідувань і частіше знаходиться в конфронтації з підозрюваними, ніж реальні медики. Романи, як правило, завершуються екшн-сценами, в яких Скарпетта та її товариші стикаються з вбивцею чи вбивцями, що зазвичай закінчується смертю вбивці. Вважається, що романи вплинули на розвиток популярних телесеріалів про криміналістику, як художніх, таких як «CSI: Місце злочину», так і документальних, таких як Cold Case Files.
Серед інших важливих тем у романах про Скарпетту — здоров'я, особиста безпека, їжа, сім'я та нове сексуальне самопізнання племінниці Скарпетти. Часто конфлікти та таємні маніпуляції колег і співробітників Скарпетти впроваджуються в сюжетну лінію і ускладнюють справи про вбивства. Хоча дії її романів відбуваються в різних місцях США і, рідше, за кордоном, вони зосереджені навколо міста Ричмонд.
У романах про Скарпетту відбулися дві дивовижні зміни стилю. Починаючи з роману «Остання дільниця» (The Last Precinct, 2000), стиль оповіді змінюється з минулого часу на теперішній. Починаючи з роману «М'ясна муха» (Blow Fly, 2003), оповідь змінюється від першої особи до третьої особи, всезнаючого оповідача. Події навіть розповідаються з точки зору вбивць. До «М'ясної мухи» події розглядаються лише Скарпеттою, а інші точки зору з'являлися лише в листах, які читає Скарпетта. Корнвелл повернулася до викладення сюжету від першої особи в романі про Скарпетту «Портовий морг» (2010).

### Серія Енді Бразіл і Джуді Гаммер
На додаток до романів про Скарпетту, Корнвелл написала три псевдополіцейські вигадки, відомі як серіал «Струпер Енді Бразил і суперінтендант поліції Джуді Гаммер», дії яких відбуваються в Північній Кароліні, Вірджинії та біля узбережжя Атлантичного океану. Крім згадка про зв'язок літньої жінки і молодшого чоловіка, книги містять теми скатології (scatology) та сепсису.

### Джек-Різник
Корнвелл бере участь у постійному самофінансованому пошуку доказів на підтримку своєї теорії про те, що художник Волтер Сікерт був Джеком-Різником. Вона написала «Портрет вбивці: Джек-Різник — справа закрита» (Portrait of a Killer), яка була опублікована в 2002 році і викликала багато суперечок, особливо в британському світі мистецтва та серед «різникознавців». Корнвелл заперечила свою одержимість Джеком-Різником у повносторінкових замітках у двох британських газетах і сказала, що справа «далека від завершення». У 2001 році Корнвелл розкритикували за те, що вона нібито знищила одну з картин Сікерта в пошуках особистості Різника. Вона вважала відомого художника відповідальним за серію вбивств і придбала понад 30 його картин, стверджуючи, що вони дуже нагадують сцени злочину Джека-Різника.

## Судові позови

### Наклеп Леслі Сакса
Леслі Сакс, автор книги «Вбивства привидів у Вірджинії» (1998), стверджував, що між його романом і «Останньою дільницею» Корнвелл є схожість. У 2000 році він надіслав листи видавництву Корнвелл, відкрив вебсторінку та розмістив наклейки на примірниках свого роману, стверджуючи, що Корнвелл займається плагіатом. Окружний суд США Східного округу Вірджинії надав Корнвелл попередню судову заборону проти Сакса, вважаючи, що його претензії, ймовірно, є безпідставними.
У 2007 році під час позову проти Сакса за наклеп Корнвелл засвідчила, що Сакс звинуватив її в публікаціях в Інтернеті в тому, що вона «ненависниця євреїв» і «неонацистка», яка підкуповувала суддів, складала змову з метою його вбивства, і перебувала під слідством влади США. Суд назавжди заборонив Саксу висувати наклепницькі звинувачення проти Корнвелл і присудив їй 37 780 доларів компенсації для покриття витрат на захист від інтернет-атак Сакса.

### Викрадення грошей
У 2004 році Корнвелл доручила управління своїми фінансовими питаннями нью-йоркській компанії Anchin, Block & Anchin, якою керував директор Еван Снеппер, погоджуючись платити фірмі базову ставку в розмірі 40 тисяч доларів на місяць. Її адвокат пізніше заявив, що Корнвелл найняла Снеппера, щоб захистити свої гроші через її постійні проблеми з психічним здоров'ям, і що Снеппер знав це і скористався цією ситуацією.
Корнвелл відмовилася від послуг цієї компанії після того, як у липні 2009 року виявила, що чистий капітал її та компанії Cornwell Entertainment Inc., яка їй належала, незважаючи на те, що протягом попередніх чотирьох років вони мали прибутки понад 10 мільйонів доларів на рік, становили трохи менше 13 мільйонів доларів, що еквівалентно лише річному чистому прибутку.
Після того, як Корнвелл подала позов, Снеппер визнав себе винним у порушенні правил фінансування компанії. Судовий процес розпочався у січні 2013 року, коли Корнвелл подала на фірму позов на загальну суму 100 млн доларів США. 19 лютого того року бостонське журі присудило Корнвелл 50,9 млн доларів США.

## На телебаченні
Вона коротко з'явилася в поліцейській процедурній драмі «Криміналісти: мислити як злочинець», в 7-му сезоні (Criminal Minds (season 7)), 11 епізоді «Справжній геній (True Genius)» граючи саму себе.

## Особисте життя
У минулому Корнвелл мала нервову анорексію та депресію, яка почалася в її підлітковому віці. Вона говорила:
|  | Коли мене викрили як лесбійку, я не виходила з дому протягом місяця – я боялася, жахалася та принижувалася. |

Вона відкрито розповіла про свою боротьбу з біполярним розладом.
14 червня 1980 року, невдовзі після закінчення Девідсон-коледжу в Північній Кароліні, вона взяла шлюб з одним зі своїх професорів англійської мови, Чарльзом Л. Корнвеллом, який був на 17 років старший за неї. Пізніше професор Корнвелл залишив свою посаду, щоб стати проповідником. У 1989 році пара розлучилася, Патрісія зберегла шлюбне прізвище.
У 1992 році мала короткий роман з агентом ФБР Марго Беннет, яка перебувала в шлюбі з чоловіком. Через чотири роки чоловік Беннетт Юджин, колишній агент ФБР, звинуватив цей роман у розриві свого шлюбу, розпочав (зрештою невдалу) змову з метою вбивства своєї дружини.
10 січня 1993 року Корнвелл розбила свій Mercedes-Benz у стані алкогольного сп'яніння. Її засудили за водіння в нетверезому стані до 28 діб у лікувальному закладі.
У 2006 році Корнвелл одружилася зі Стейсі Грубер, доцентом кафедри психіатрії Гарвардського університету. Однак вона не розголошувала новин про своє одруження до 2007 року. Пізніше Корнвелл заявила, що настання 50-річчя змусило її зрозуміти важливість висловлюватися за рівні права, і розповіла, як Біллі Джин Кінг допомогла їй змиритися з публічними розмовами про свою сексуальність. Вона живе з Грубер у Массачусетсі.

## Політичні погляди
З 1998 року Корнвелл пожертвувала принаймні 130 тисяч доларів Республіканській партії та зробила додаткові індивідуальні внески кандидатам у Сенат США від Республіканської партії, зокрема Джорджу Аллену, Джону Іорнеру та Орріну Гетчу. Іноді вона також підтримувала конкретних кандидатів від Демократичної партії, зокрема Гілларі Клінтон, Ніколу Цонгаса, Чарльза Робба та Марка Ворнера.
Корнвелл негативно відгукувалася про президентство Джорджа Буша-молодшого, кажучи: «Я підтримувала молодого Джорджа Буша, тому що мені подобалася його сім'я. Я думала, що він збирався стати ще одним Великим Джорджем. Не стільки демократія, скільки теократія, і це не ті принципи, на яких була заснована ця країна».

## Хобі
У 1999 році Патріція отримала права на користування приватним гелікоптером.

## Твори

### Серія романів із Кей Скарпеттою
- Postmortem[en] (Посмертно) (1990) (отримав премії Мекавіті, Ентоні, Едгара По)
- Body of Evidence[en] (Сукупність доказів) (1991)
- All That Remains[en] (Усе, що залишається) (1992)
- Cruel and Unusual[en] (Жорстоке та незвичайне) (1993) (отримав Золотий кинджал)
- The Body Farm[en] (Ферма тіл) (1994)
- From Potter's Field[en] (З Гончарного поля) (1995)
- Cause of Death[en] (Причина смерті) (1996)
- Unnatural Exposure[en] (Неприродні причини) (1997)
- Point of Origin[en] (Точка походження) (1998)
- Black Notice[en] (Траурне повідомлення) (1999)
- The Last Precinct[en] (Остання дільниця) (1999)
- Blow Fly[en] (М'ясна муха) (2003)
- Trace[en] (Слід) (2004)
- Predator[en] (Хижак) (2005)
- Book of the Dead[en] (Книга мертвих) (2007)
- Scarpetta[en] (Скарпетта) (2008)
- The Scarpetta Factor (Фактор Скарпетти) (2009)
- Port Mortuary (Портовий морг) (2010)
- Red Mist (Червоний туман) (2011)
- The Bone Bed[en] (Кістяне ліжко) (2012)
- Dust[en] (Пил) (2013)
- Flesh and Blood (Плоть і кров) (2014)
- Depraved Heart (Розбещене серце) (2015)
- Chaos (Хаос) (2016)
- Autopsy (Аутопсія) (2021)
- Livid (Бузково-синій) (2022)
- Unnatural Death (Неприродня смерть) (2023)

### Серія романів з Енді Бразіл і Джуді Гаммер
- Hornet's Nest[en] (Осине гніздо) (1997)
- Southern Cross[en] (Південний хрест) (1999)
- Isle of Dogs (Острів собак) (2001)

### Серія Він Гарано
- At Risk (З ризиком) (2006)
- The Front (Фронт) (2008)

### Серія капітана Чейза
- Quantum (Квант) (2019)
- Spin (Обертання) (2020)

### Дитячі книжки
- Life's Little Fable (Життєва казка) (1999)

### Нехудожні твори
- A Time for Remembering: The Ruth Graham Bell Story (Час згадати: історія Рут Белл Грем) (1983)